# Montserrat Salvador
Montserrat Salvador Deop (Tarragona, 21 de noviembre de 1927-15 de mayo de 2025) fue una actriz española.

## Biografía
Hija de exiliados del franquismo, ha desarrollado su carrera en parte en Francia, en Argentina -donde participó en espectáculos dirigidos por Margarita Xirgu- y en Colombia. Regresó a España en 1976 y ha participado en varios programas de Televisión de Cataluña como Això no és tot!, L'hora de Mari Pau Huguet y Els Matins en TV3 y en series como Sóc com sóc (TV3) (1990), Poblenou y Nissaga de poder. También ha trabajado en varias películas, tanto en catalán como castellano, como Cuarenta años de novios (1963), La ciudad quemada (1976) de Antoni Ribas, Los restos del naufragio (1978), de Ricardo Franco, La muerte de Mikel (1984) de Imanol Uribe, Daniya, jardí de l'harem (1988) de Carles Mira, Si te dicen que caí (1989) de Vicente Aranda, La febre d'or (1993) o La Moños (1997) de Mireia Ros. 
Ha sido reconocida por el gran público por hacer los papeles de madre de Luis en la serie Media naranja (serie de televisión), madre del doctor Vilches en la serie Hospital Central de Telecinco, de Lourdes en El cor de la ciutat de TV3 y de la madre de Eugenio en Cuéntame cómo pasó, este último en 2005. En 2003 recibió la Cruz de Sant Jordi.
Falleció a los 97 años el 15 de mayo de 2025.